# Ruben Liljefors
Ruben Mattias Liljefors (ur. 30 września 1871 w Uppsali, zm. 4 marca 1936) – szwedzki kompozytor i dyrygent.

## Życiorys
Początkowo studiował w Uppsali, następnie w latach 1895–1896 i 1897–1899 był uczniem Salomona Jadassohna w konserwatorium w Lipsku. W 1900 roku zdał w Sztokholmie egzamin z gry na organach, a w 1907 roku ze śpiewu kościelnego. W latach 1909–1911 ponownie przebywał w Niemczech, studiując u Felixa Draesekego w Dreźnie i Maxa Regera w Lipsku. Od 1902 do 1911 roku był dyrygentem orkiestry filharmonicznej w Göteborgu, prowadził też towarzystwo śpiewacze i chór studencki. Od 1912 do 1931 roku pełnił funkcję dyrygenta Gävleborgs Orkesterförening w Gävle. Był członkiem Królewskiej Akademii Muzycznej w Sztokholmie.
Tworzył w idiomie romantycznym. Skomponował m.in. Symfonię Es-dur (1906), Koncert fortepianowy f-moll (1899, zrewid. 1922), Uwerturę koncertową (1908) Sommer-Suite na orkiestrę (1920), Sonatę e-moll na skrzypce i fortepian (1896), Sonatę f-moll na fortepian (1938), ponadto liczne pieśni i utwory chóralne, m.in. kantatę Bohuslän (1908).
Jego synem był kompozytor Ingemar Liljefors.